# Himala
Himala este un gen de molii din familia Lymantriinae.

## Specis
- Himala argentea Walker, 1855
- Himala eshanensis C.L. Chao, 1983  - transferată de la Ivela eshanensis din 2000
- Himala nigripennis  Kishida, 2000  - capturată de Owada, 1995, 1997

## Legături externe
- en A new species of the genus Himala Moore, 1879 (Lepidoptera, Lymantriidae) from Vietnam